# Ioánnis Alevrás
Ioánnis Alevrás (1912-1995) est un homme d'État grec.
Proche d'Andréas Papandréou, il participe à la fondation du Mouvement socialiste panhellénique (PASOK).
Il est président du Parlement grec de 1981 à 1989. À ce titre, il est président de la République hellénique par intérim entre la démission de Konstantínos Karamanlís et l'installation de Chrístos Sartzetákis en 1985.